# New Market (Indiana)
New Market és una població dels Estats Units a l'estat d'Indiana. Segons el cens del 2000 tenia 659 habitants.

## Demografia
Segons el cens del 2000, New Market tenia 659 habitants, 241 habitatges, i 187 famílies. La densitat de població era de 795,1 habitants/km².
Dels 241 habitatges en un 41,5% hi vivien nens de menys de 18 anys, en un 66,8% hi vivien parelles casades, en un 9,1% dones solteres, i en un 22,4% no eren unitats familiars. En el 19,9% dels habitatges hi vivien persones soles el 7,9% de les quals corresponia a persones de 65 anys o més que vivien soles. El nombre mitjà de persones vivint en cada habitatge era de 2,73 i el nombre mitjà de persones que vivien en cada família era de 3,13.
Per edats la població es repartia de la següent manera: un 30% tenia menys de 18 anys, un 6,2% entre 18 i 24, un 31,3% entre 25 i 44, un 22,2% de 45 a 60 i un 10,3% 65 anys o més.
L'edat mediana era de 35 anys. Per cada 100 dones de 18 o més anys hi havia 93,7 homes.
La renda mediana per habitatge era de 45.385 $ i la renda mediana per família de 48.864 $. Els homes tenien una renda mediana de 38.036 $ mentre que les dones 21.563 $. La renda per capita de la població era de 17.937 $. Cap de les famílies i el 0,5% de la població estaven per davall del llindar de pobresa.

## Poblacions més properes
El següent diagrama mostra les poblacions més properes.